# Health (banda)
Health (ou HEALTH) é uma banda de música industrial dos Estados Unidos, formada em Los Angeles em 2005. Ela possui um estilo que mistura industrial, noise rock, synth-pop entre outros. Seus atuais integrantes são Jake Duzsik (guitarra e vocal), John Famiglietti (baixo e produção musical) e Benjamin Jared Miller (baterista).
Seu primeiro álbum de estúdio lançado foi HEALTH, em 2006, analisado pelos críticos como tendo uma sonoridade bem agressiva, entre vocais frios e a estética moldada em noise rock. Ao decorrer do tempo, a banda adotou elementos de synth-pop, com possível influência dos remixes lançados em DISCO (2008) e de industrial, passando por uma transição gradativa aparente entre GET COLOR (2009), com os singles "DIE SLOW" e "WE ARE WATER", "DISCO 2" (2010) e "DEATH MAGIC" (2015), que assume uma roupagem mais pop em músicas como "STONEFIST" e "L.A LOOKS". Neste mesmo ano acontece a saída de Jupiter Keyes da banda, que decide colaborar com Alice Glass, sua namorada, em seus novos projetos. 
Em 2017, DISCO 3 é lançado, possuindo remixes e músicas originais e marcando oficialmente a saída de Jupiter Keyes da banda no vídeoclipe de "EUPHORIA". Em 2019, após alguns lançamentos de remixes e tours, é lançado VOL 4 :: SLAVES OF FEAR, quarto álbum de estúdio e fortemente influenciado pelo gênero rock Industrial e marcando uma nova sonoridade na discografia de Health, com "FEEL NOTHING e SLAVES OF FEAR", a segunda faixa estando também presente na trilha sonora da terceira temporada de 13 Reasons Why juntamente com "STRANGE DAYS (1999)". Em 2020, é lançado DISCO 4 :: PART I, diferente da sequência de discos de remixes familiarmente nomeados, esse lançamento marca a primeira parte de uma coletânea de músicas com colaborações de outros músicos, como 100 Gecs, Ghostemane, Perturbator, JPEGMAFIA, entre outros. A segunda parte do projeto, DISCO 4 :: PART II, foi lançada em 2022, com a presença de artistas como The Neighbourhood, Nine Inch Nails, Perturbator, Poppy e Street Sects, encerrando assim a série de colaborações entre músicos elaborada pela banda. Um novo álbum solo está em produção e poderá ser lançado em 2023.
Além de suas produções de estúdio habituais, eles também participaram em trilhas sonoras de jogos eletrônicos, principalmente os da Rockstar Games, como na trilha sonora original de Max Payne 3, em 2012, High Pressure Dave de Grand Theft Auto V em 2013 e a trilha da DLC do jogo Grand Theft Auto Online, "ARENA WAR", em 2018.
Mais recentemente, em 2020 lançaram uma música inclusa na trilha sonora de Cyberpunk 2077, intitulada "MAJOR CRIMES" que atingiu maior alcance na série de anime Cyberpunk: Edgerunners, de 2022, que pertence ao mesmo universo criado pela CD Projekt Red.

## Carreira

### Primórdios (2006–2007)
HEALTH foi formada em 2005, quando Jacob Duzsik convidou seu parceiro de trabalho em um Guitar Center em Hollywood, o baixista John Famiglietti, para formar uma banda com seu colega de quarto, Jupiter Keyes, apesar de não saber que tipo de música eles fariam. Eles se reuniram e recrutaram o baterista Benjamin Jared Miller (BJ Miller) no Craiglist.
O grupo fez seu primeiro show seis meses após a formação e logo se tornou parte do cenário de Noise Rock de Los Angeles. Logo depois, eles começaram a gravar no local/estúdio de gravação underground da cidade, o The Smell, criando assim o que viria a ser o primeiro álbum da banda, intituluado HEALTH, em 2007. Antes de seu lançamento, o duo Crystal Castles lançou um remix da faixa Crimewave, que ajudou a aumentar o alcance da popularidade de Health fora de L.A.

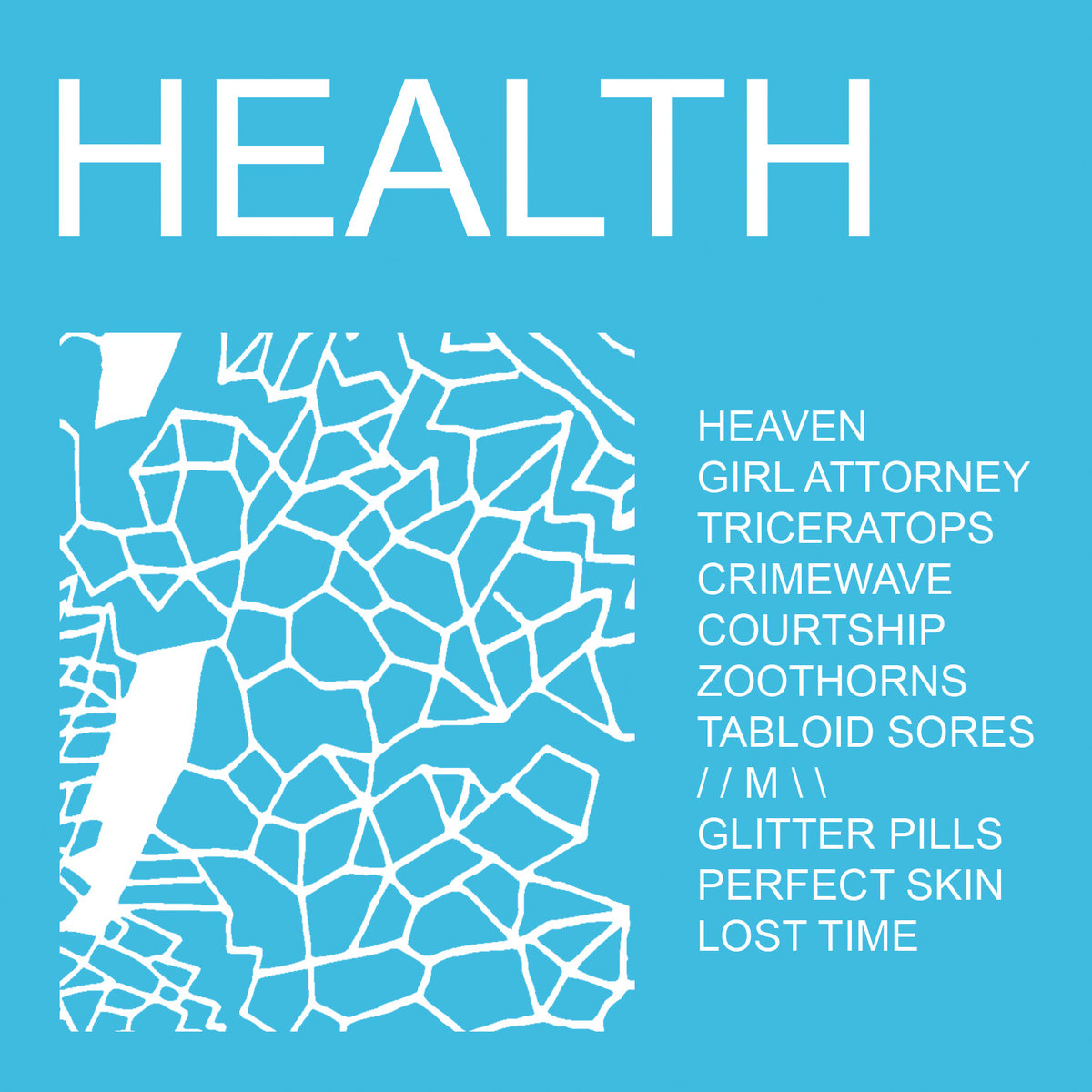
Capa do álbum HEALTH, 2007.

### HEALTH (auto-intitulado) e DISCO(2007–2008)
Em 18 de Setembro de 2007, o álbum debut da banda é lançado. Sua recepção foi majoritariamente positiva, com reviews ressaltando sua autenticidade e sonoridade forte e enérgica. Uma review da AllMusic afirmou que Pode ser algum tipo de terapia de choque disfarçada de música, mas seja o que for, é cativante., avaliando com 4/5 estrelas, mesmo resultado da avaliação do NME. O site Pitchfork, semelhante a AllMusic, deu uma nota 7.9, elogiando a originalidade do disco: "HEALTH executa seus discursos barulhentos e pisadas afiadas com tanta precisão que até mesmo suas faixas mais genéricas são impressionantes. mas apresentou uma "quebra de curso nas últimas três músicas." Em 2014, a NME listou o álbum como um dos "101 álbuns para ouvir antes de morrer", onde ficou em 68º lugar.
Um ano depois, a primeira coletânea de remixes, DISCO, fora lançada em 23 de Maio de 2008, contendo remixes de faixas do primeiro álbum. Sua recepção foi favorável. Quando John Famiglietti foi perguntado, pela revista digital Impose, sobre quais bandas lhe inspiravam e o dava criatividade, ele respondeu Crystal Castles, Ex Models The Knife, Animal Collective, Telepathe, praticamente todo mundo fazendo remixes para nós, Glass Candy"

### Novo álbum "VOL 5" (2023–presente)
Em entrevistas, John revelou informações sobre o "VOL 5", próximo álbum de estúdio da banda. Sobre sua sonoridade, ele afirma que "será mais sombrio e pesado do que tudo que já lançamos até aqui.". Jake Duzsik, em entrevista para ?? ao ser perguntado sobre suas expectativas para o novo projeto, disse que "acha que é isso que eles deviam estar fazendo, faz sentido." e se sente seguro. Sobre o lançamento, Famiglietti críticou o modelo tradicional de lançamento de álbuns, afirmando que "a partir do momento que lançamos, acabou." e que "Sempre ficam algumas músicas boas que várias pessoas não viram." e em resposta a isso eles iriam experimentar novas formas de lançar as músicas, mas que elas seriam todas disponibilizadas antes do lançamento do álbum. A banda já tocou, em tour, uma música do novo álbum, "HATEFUL", que ainda não foi lançada oficialmente. Alguns espectadores dos shows perguntaram sobre ela, e John afirma ser uma música co-escrita com SIERRA, mas não é uma collab no estilo que fazem normalmente, e que um possível "DISCO 5" estaria nos planos futuros.
Em 2024, colaboraram com Bad Omens e Swarm no single "The Drain" do álbum Concrete Jungle (The OST).

## Estilo musical e temas
Sobre o nome da banda, John Famiglietti, em uma entrevista para a revista digital New Noise Magazine, afirmou que "(...) Nós estávamos procurando por um nome em estilo de pós-punk, como MAGAZINE, uma palavra qualquer. Estávamos interessados em MEDICINE, mas descobrimos que o nome já pertencia a uma banda de shoegaze de L.A nos anos 90 (com Justin Meldal-Johnsen), até que Jake (Jacob Duzsik) estava olhando para uma embalagem de remédios (ele trabalhava em um consultório médico especializado na época), e a próxima palavra nela era 'HEALTH'. Nós planejamos procurar um nome melhor... mas ele ainda não apareceu mesmo depois de uma década."

## Integrantes

### Formação atual
- Jake Duzsik – guitarra e vocal
- John Famiglietti – baixo elétrico
- Benjamin Jared Miller – bateria

### Ex-integrante
- Jupiter Keyes - sintetizador, bateria (2005-2015)

## Discografia

### Álbuns de estúdio
- 2007 - HEALTH (Lovepump United)
- 2009 - Get Color (Lovepump United/City Slang)
- 2015 - DEATH MAGIC (Loma Vista Records)
- 2019 - VOL 4 :: SLAVES OF FEAR (Loma Vista Records)
- 2020 - DISCO 4 :: PART I (Loma Vista Records)
- 2022 - DISCO 4 :: PART II (Loma Vista Records)

### Coletânea de Remixes
- 2008 - DISCO (Lovepump United)
- 2010 - DISCO 2 (Lovepump United)
- 2017 - DISCO 3 (Loma Vista Records)
- 2022 - DISCO 4+ (Selo Independente)

### Compactos
- 2007 - "CRYSTAL CASTLES vs. HEALTH - Crimewave" (Trouble Records)
- 2007 - "CRYSTAL CASTLES//HEALTH 7" SPLIT" (Lovepump United)
- 2008 - "PERFECT SKIN +RMX 7INCH" (Suicide Squeeze)
- 2008 - "HEAVEN +RMXS 12INCH" (Flemish Eye)
- 2008 - "TRICERATOPS//LOST TIME +RMXS 12INCH" (Tough Love Records)
- 2008 - "//M\\ 7INCH" (No Pain In Pop)